# マスティフ

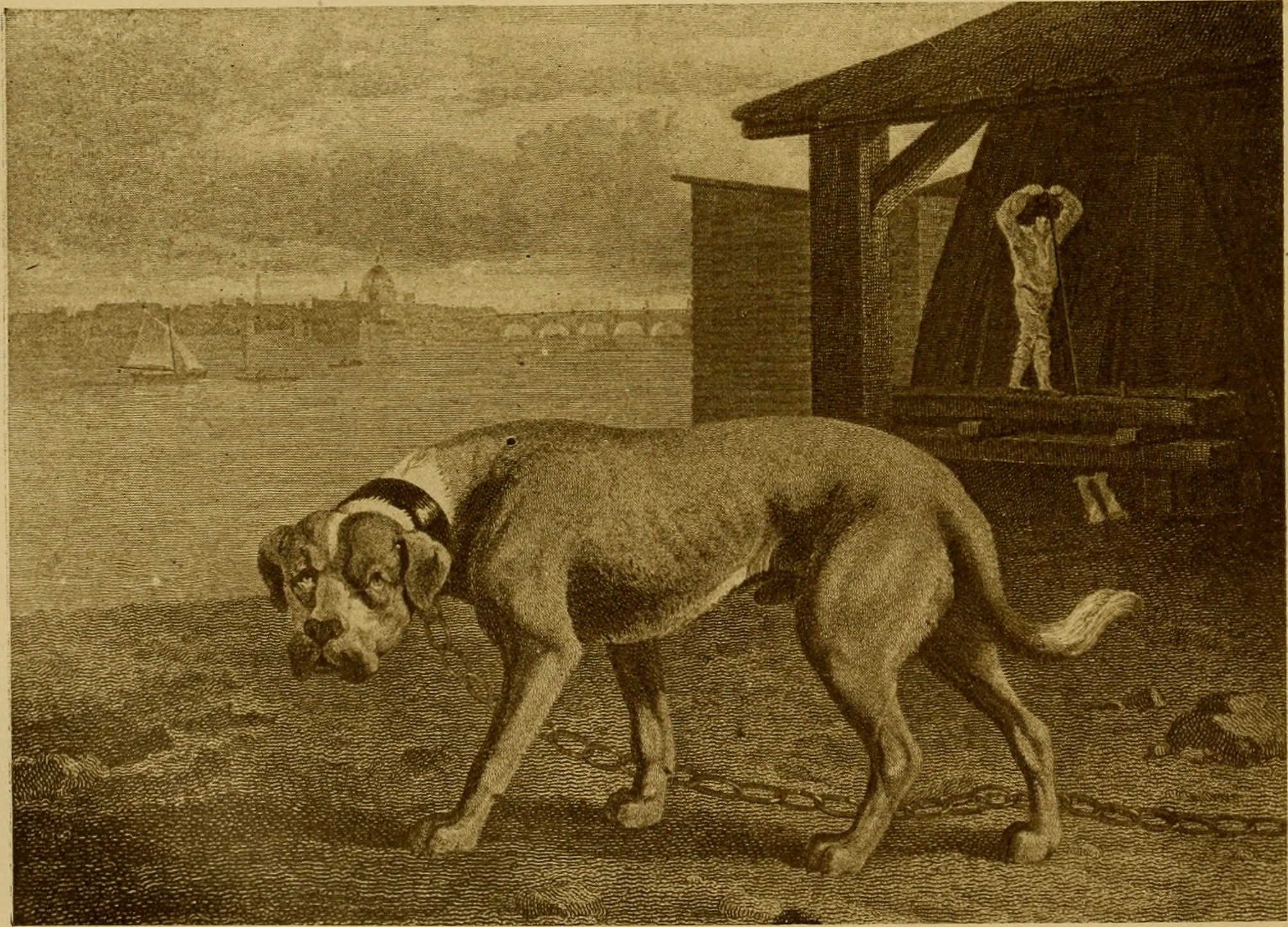
フィリップ・ライナグルが描いたマスティフ

マスティフ（英: Mastiff）ないしマスチフは、主に番犬・闘犬として使われている犬種群である。
さまざまな国でそれぞれ別の品種として改良されているモロシアン・タイプ（モロサス・タイプ）の犬種で、大型で筋骨隆々の体つきをしていてとても力が強い。それに加えて闘犬として使われていた種類の雄犬は攻撃的なものが多いため、飼育にはしっかりとした管理としつけが欠かせない。時にしっかりとした管理がなされていないものが事故を起こす事もあるため、国によっては飼育が規制されている品種もある。しかし、ショータイプ（ペットタイプ）として飼育されているものは攻撃的な性質が大幅に改善され、より大人しく友好的に改良されている。現在は多くの国で闘犬が禁止されているため、ほとんどがペットやショードッグ、若しくは番犬として飼育されている。平均寿命は6-10である。
イギリスではかつて人気犬種であったが、2016年にドッグショーを主催するケネルクラブに登録された新生子は102匹で、英国原産種でありながら絶滅も危惧される状況となっている。

## 犬種名に「マスティフ」の名が入る犬種
- アフガン・マスティフ（英: Afghan Mastiff）アフガニスタン原産の原始的なマスティフ。部族間で揉め事が起こったときに決着をつけるために闘犬として使われる。
- アルパイン・マスティフ（英: Alpine Mastiff）- セント・バーナードの原種。そのため、現在も稀ではあるが別名のひとつとして用いられている。
- イングリッシュ・マスティフ（英: English Mastiff） - 単にマスティフとも呼ばれる、最もポピュラーなマスティフ。
- ジャパニーズ・マスティフ - 土佐闘犬の別名。
- ジャーマン・マスティフ - グレート・デーンの別名。
- スパニッシュ・マスティフ（英: Spanish Mastiff）- スペイン原産の家畜護身犬種（ガードドッグ）。マズルがやや長めで、アゴ、頸部が強靭で短毛のマスティフ。
- チベタン・マスティフ（英: Tibetan Mastiff）- チベット高原原産。チベット犬とも呼ばれ、多くのモロサス犬種の祖先である超大型のマスティフ。
- ナポリタン・マスティフ（英: Neapolitan Mastiff）- イタリアの古くからあるマスティフ。たるんだ皮膚が非常に印象的。
- ピレニアン・マスティフ（英: Pyrenean Mastiff）- スペイン原産の家畜護身犬種（ガードドッグ）。スパニッシュ・マスティフの親せき種で、こちらは長毛。近年希少化が進んでいる。
- ブラジリアン・マスティフ - ブラジリアン・ガード・ドッグの別名。
- ブルマスティフ（英: Bullmastiff）- イギリス産のオールド・イングリッシュ・ブルドッグとイングリッシュ・マスティフを掛けあわせて作られた犬種。
- ベルジアン・マスティフ（英: Belgian Mastiff）- ベルギー原産のマスティフ。警備犬、荷引き犬として用いられていた怪力を持つ犬種だが、現在は絶滅寸前。
- ボルドー・マスティフ - フランス原産のマスティフ犬種のひとつである。 別名はフレンチ・マスティフ（英: French Mastiff）、ドーグ・ド・ボルドー（英: Dogue de Bordeaux）。

## その他
古代ギリシアで闘犬・軍用犬とされた犬種のモロッサス（別名：Epirus mastiff）は、マスティフの祖先とされる。
上記の犬種名に由来し、兵器の呼称として使用される例がある。
- マスティフ PPV - イギリス軍で運用されているアメリカ製のMRAP (対地雷装甲車) "クーガー"の派生車種の呼称。
- タディラン マスティフ - イスラエル軍が1970年代から2000年代にかけて運用していた無人航空機。